# Верхнекумский
Верхнекумский — хутор в Октябрьском районе Волгоградской области России, в составе Советского сельского поселения.

## История
Дата основания не установлена. Первоначально назывался Кумский. Согласно Списку населённых мест Земли Войска Донского в 1859 году в хуторе имелось 54 двора, проживало 146 души мужского и 153 женского пола.  Хутор относился к юрту станицы Кобылянской Второго Донского округа области войска Донского. В 1873 году в хуторе имелось 82 двора и проживали 296 душа мужского и 333 женского пола.
К 1915 году в хуторе имелось 127 дворов, проживало 404 души мужского и 483 женского пола.
В 1920 году, как и другие населённые пункты Второго Донского округа, хутор включён в состав Царицынской губернии. Хутор являлся административным центром Кумского сельсовета. В январе 1935 года Кумский сельсовет включён в состав Верхне-Курмоярского района Сталинградского края, в мае того же года передан в состав Ворошиловского района края (с 1936 года - Сталинградской области). К 1936 году название хутора изменено на Верхне-Кумское (также Верхне-Кумский). 

#### В годы Великой Отечественной войны
В декабре 1942 года близ хутора разворачиваются бои в рамках попытки деблокирования окруженной в Сталинграде 6-й Армии Вермахта (операция "Зимняя гроза"). 13 декабря, переправившись через Аксай, 6-я танковая дивизия вышла к посёлку Верхне-Кумский. Ей навстречу были выдвинуты части 235-й отдельной танковой бригады с приданным ей 234-м отд. танковым полком, 20-й истребительно-противотанковой артиллерийской бригады, 1378-го стрелкового полка под командованием подполковника М. С. Диасамидзе и 4-го механизированного корпуса В. Т. Вольского 2-й гвардейской армии Сталинградского фронта. Бои за Верхне-Кумский продолжались с переменным успехом с 14 по 19 декабря. Только 19 декабря усиление немецкой группировки 17-й танковой дивизией и угроза окружения заставили советские войска отойти на рубеж реки Мышкова. Пятидневная задержка немцев у Верхне-Кумского была бесспорным успехом советских войск, поскольку позволила выиграть время для подтягивания 2-й гвардейской армии.
В ноябре 1959 года Кумский сельсовет был ликвидирован, населённый пункт вошёл в состав Ново-Аксайского сельсовета. В ноябре 1974 года включён в состав Советского сельсовета.

## География
Хутор расположен в степной зоне на северо-западе Ергенинской возвышенности, относящейся к Восточно-Европейской равнине, при балке Кумская (левый приток реки Мышкова), на высоте около 110 метров над уровнем моря. Рельеф местности холмисто-равнинный, осложнён балками и оврагами. В балке Кумская имеется пруд. Почвенный покров комплексный: распространены каштановые солонцеватые и солончаковые почвы и солонцы (автоморфные).
По автомобильным дорогам расстояние до областного центра города Волгограда составляет 180 км, до районного центра посёлка Октябрьский - 28 км, до административного центра сельского поселения посёлка Советский - 7 км. 
Климат
Климат умеренный континентальный с жарким летом и малоснежной, иногда с большими холодами, зимой (согласно классификации климатов Кёппена климат характеризуется как Dfa). Температура воздуха имеет резко выраженный годовой ход. Среднегодовая температура положительная и составляет + 8,5 °С, средняя температура января -6,7 °С, июля +23,7 °С. Расчётная многолетняя норма осадков - 382 мм, наибольшее количество осадков выпадает в июне (41 мм) и декабре (39 мм), наименьшее в марте и октябре (по 24 мм). 
Часовой пояс
Верхнекумский, как и вся Волгоградская область, находится в часовой зоне МСК (московское время). Смещение применяемого времени относительно UTC составляет +3:00.

## Население
| 2002 |
| ---- |
| 143  |

| 1859 | 1873 | 1897 | 1915 | 2010 |
| ---- | ---- | ---- | ---- | ---- |
| 299  | ↗629 | ↗800 | ↗977 | ↘190 |

### Известные люди
В Верхнекумском родились:
- Романова, Елена Николаевна (1963—2007) — стайер, олимпийская чемпионка 1992 года на дистанции 3000 м; Заслуженный мастер спорта СССР (1991).
- Соловьёв, Трофим Ильич (1916—1990) — артиллерист, Герой Советского Союза (1943).

В Верхнекумском погиб в боях Великой Отечественной войны Каплунов, Илья Макарович (1918—1942) — красноармеец, Герой Советского Союза.